# Клинично изпитване
Клиничните изпитвания или клинични проучвания представляват различни тестове в медицинските изследвания и разработката на лекарства, които осигуряват данни за безопасността и ефикасността (напр. нежелани лекарствени реакции или нежелани реакции от друг вид лечения) на здравните интервенции (напр. лекарства, диагностика, апаратура, терапия).
Предвид типа на продукта и нивото му на разработка, изследователите първоначално набират доброволци за малки пилотни проучвания, а впоследствие извършват по-мащабни изследвания, сравнявайки продукта с други, вече одобрени, също както и с плацебо препарати. Със събирането на позитивни данни за ефикасността и безопасността се увеличава и броят на пациенти, участващи в изследванията. Изследванията варират по мащаб и могат да включват както един-единствен изследователски обект в една държава, така и множество обекти на изследване в множество държави.
Пълната серия от изпитвания може да е твърде скъпоструваща, което тегло по обезпечаване на необходимия ресурс от хора и услуги обикновено се поема от спонсор, който може да бъде правителствена организация или частна фармацевтична или биотехнологична компания. Когато необходимото за извършване на изпитванията надхвърли ресурсите на спонсора, клиничното изпитване се извършва от външен изпълнител, като организации за договорни изследвания (Contract research organization, CRO) или институти от академичния сектор, които предлагат консултантски или посреднически услуги по организиране и провеждане на научноизследователска дейност.
За издаване на разрешение за употреба на лекарствен продукт в България от кандидата за разрешението по закон се изисква да предостави досие на лекарствения продукт, съдържащо документация за резултати от клинични изпитвания. Законово клиничните изпитвания върху хора са регламентирани в глава четвърта, чл. 81 – 144 от Закона за лекарствените продукти в хуманната медицина.